# Mina (1971)
Mina es el decimoquinto álbum de la cantante italiana Mina, el cuarto de estudio publicado en noviembre de 1971 por la discográfica PDU iniciada por Mina y su padre en 1967.
Es el primer disco cuya portada no es la imagen de la cantante. En su lugar aparece el primer plano de un mono (tanto es así que a menudo se refieren a este disco como "l'album della scimmia" (trad. "el álbum del mono"). Esta decisión, original y excéntrica se debe a la falta de material fotográfico reciente para la portada dada la maternidad de la cantante, que en noviembre daría a luz a su segunda hija. También es el segundo álbum que se titula Mina después del que fue lanzado en 1964. Este álbum marcó simbólicamente la transición entre Augusto Martelli y Pino Presti, en su debut como arreglista y director, y se distingue por el carácter clásico y la elegancia de las piezas, capaces de generar una atmósfera sofisticada particularmente homogénea.
Mina es uno de los álbumes de artista más exitosos, llegando al primer puesto de ventas e incluyendo dos de sus éxitos más conocidos: Grande Grande Grande y Amor Mio. Este álbum fue también el más vendido en Italia en 1972, ocupando el primer puesto con Mina y el quinto con Cinquemilaquarantatre.
La edición española publicada en 1972 conservaba el mismo título Mina, aunque presentaba una portada diferente en la que sí aparecía la imagen de la cantante llevando un vestido naranja con el fondo del mismo color. En Venezuela se editó también en 1972 bajo el título Grande, Grande, Grande y con otra portada diferente en la que también aparece la imagen de Mina. 

## Lista de canciones
| N.º | Título                                          | Duración |  |
| 1.  | «E penso a te»                                  | 3:40     |  |
| 2.  | «Capirò (I'll be home)»                         | 2:55     |  |
| 3.  | «Le farfalle nella notte»                       | 4:09     |  |
| 4.  | «Non ho parlato mai»                            | 3:23     |  |
| 5.  | «Sentimentale»                                  | 4:38     |  |
| 6.  | «Alfie»                                         | 3:40     |  |
| 7.  | «Grande Grande Grande»                          | 3:57     |  |
| 8.  | «Amor Mio»                                      | 4:46     |  |
| 9.  | «Al cuore non comandi mai (Plus fort que nous)» | 3:53     |  |
| 10. | «Something»                                     | 3:05     |  |
| 11. | «Vacanze»                                       | 3:42     |  |
| 12. | «Mi fai sentire così strana»                    | 3:30     |  |

- Datos: Q3858264